# Lhota pod Hořičkami
Lhota pod Hořičkami é uma comuna checa localizada na região de Hradec Králové, distrito de Náchod‎.